# Skipass

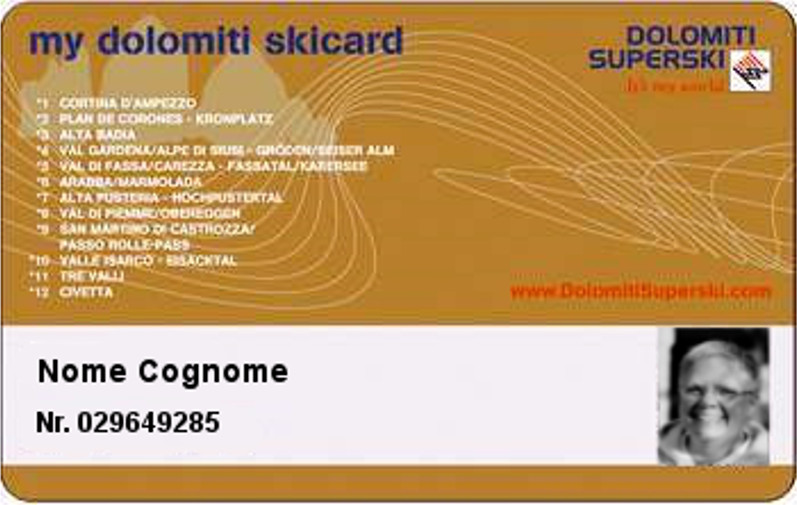
Esempio di skipass RFID utilizzato nel comprensorio sciistico Dolomiti Superski

Lo skipass è un biglietto che permette di accedere agli impianti di risalita di una determinata stazione sciistica o di un comprensorio sciistico.
L'invenzione dello skipass elettronico è merito di una società italiana, la ALFI di Borgo Ticino (NO), che nel 1974 fornisce il primo sistema di controllo accessi elettronico al mondo per impianti di risalita a San Vigilio di Marebbe. L'anno successivo tale soluzione verrà estesa a tutto il "neonato" Dolomiti Superski.
Nel 1999  è sempre la società ALFI di Borgo Ticino (NO) a fornire il primo sistema di skipass elettronico RFID ISO 15693 alla stazione francese di Plan Joux.
Nell'aprile 2018 viene presentata la prima soluzione al mondo di skipass totalmente dematerializzato, utilizzando lo smartphone al posto delle classiche card RFID ad opera della società italiana BLUETICKETING di Pont Saint Martin (AO).
Solitamente questo tipo di biglietto è un titolo di viaggio elettronico, che può essere a lettura di una banda magnetica, o più recentemente di tipo contactless smartcard (CSC), una smart card che fa uso di tecnologie RFID, che permette passaggi ai varchi più rapidi, grazie alla lettura a distanza del segnale a radiofrequenza con antenne.
Il prezzo dello skipass dipende da diversi fattori:
- mattiniero, pomeridiano o tutto il giorno;
- residente o non-residente;
- giornaliero, settimanale o stagionale;
- alta o bassa stagione;
- età dell'utilizzatore (giovane, adulto o senior).